# Interstate 220 (Mississippi)
L'Interstate 220 (Mississippi) est une autoroute inter-États du Mississipi, contournant par le nord-ouest la ville de Jackson, capitale de l'État. Son extrémité sud est à l'Interstate 20 tandis que son extrémité nord se trouve à l'Interstate 55 à Ridgeland.
Cette route permet au trafic allant depuis et vers l'ouest de la ville de contourner cette dernière. Elle permet aussi un raccourci pour relier l'I-55 sud à l'I-20 ouest, ainsi que l'I-20 est à l'I-55 nord en évitant le centre-ville.
Le terminus sud se situe dans l'ouest de Jackson, à la sortie 41 de l'I-20.

## Description du tracé
L'I-220 débute à son terminus sud avec l'I-20 et est en multiplex avec US 49 sur une partie de sa longueur. Le premier échangeur est avec la US 80. L'autoroute continue vers le nord pour croiser Clinton Boulevard, lequel donne accès à Capitol Street et Bullard Street. Après s'être courbé vers le nord-est, l'I-220 croise Medgar Evers Boulevard, où la US 49 quitte le tracé de l'I-220. L'autoroute croise ensuite Watkins Drive et Hanging Moss Road avant de se terminer à un échangeur avec l'I-55.

## Histoire

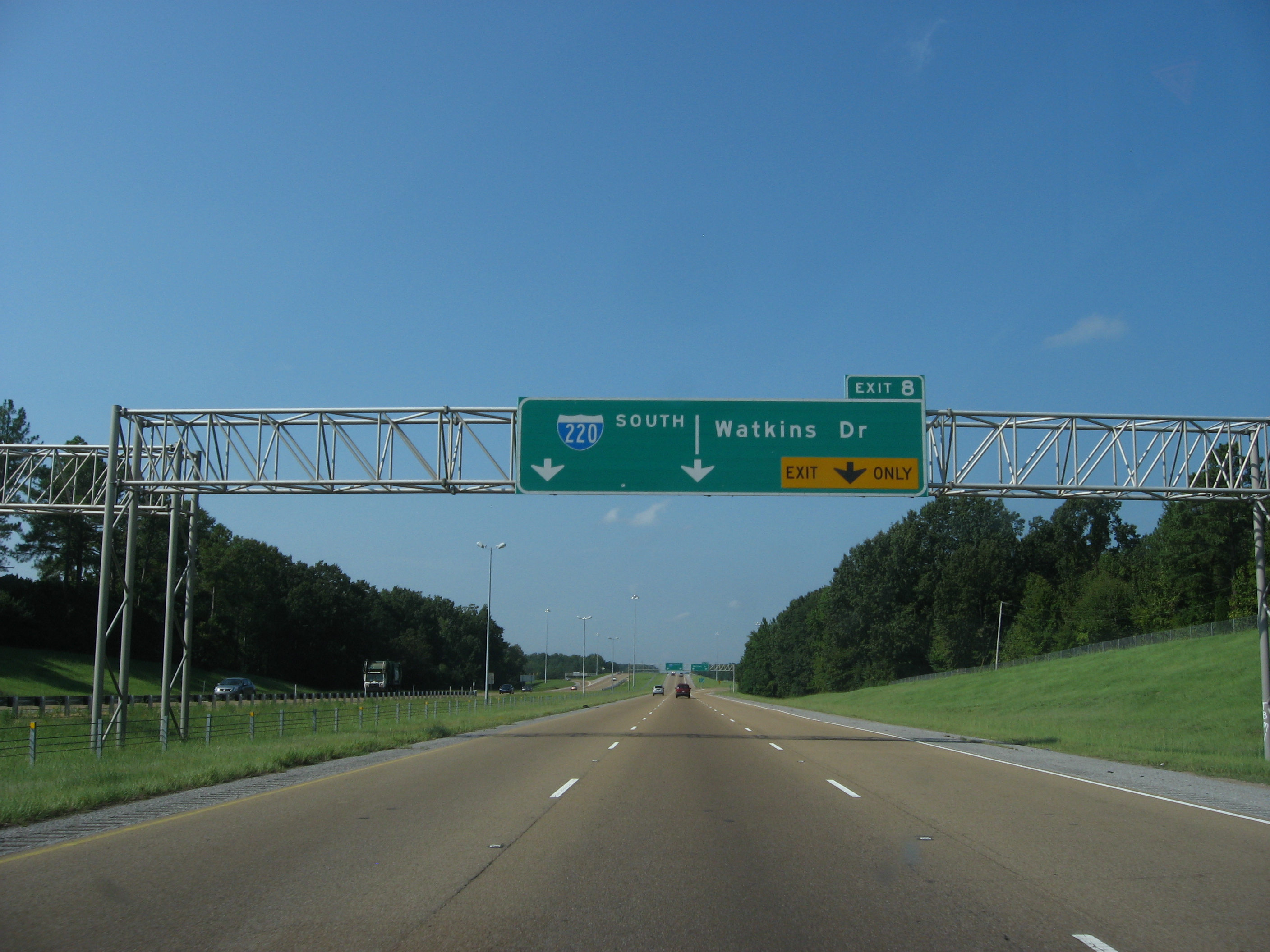
L'I-220 à Watkins Drive

L'autoroute a d'abord été planifiée en 1971 pour être complétée en 1981.
En 2004, un nouvel échangeur a été ouvert au trafic. Celui-ci a permis de créer une intersection avec Industrial Drive entre les intersections avec la US 49 au nord et Clinton Boulevard au sud. Ce projet a également élargi l'autoroute à six voies entre Clinton Boulevard et Industrial Drive.

## Liste des sorties
| Interstate 220          |              |       |       |        |                                                     |                                                           |
| Comté                   | Municipalité | mi    | km    | Sortie | Intersections / Destinations                        | Notes                                                     |
| Hinds                   | Jackson      | 0,00  | 0,00  | —      | I-20 / US 49 sud – Meridian, Hattiesburg, Vicksburg | Sortie 41 de l'I-20; terminus sud du multiplex avec US 49 |
| Hinds                   | Jackson      | 0,60  | 0,97  | 1A     | US 80 est                                           |                                                           |
| Hinds                   | Jackson      | 0,60  | 0,97  | 1B     | US 80 ouest                                         |                                                           |
| Hinds                   | Jackson      | 2,50  | 4,00  | 2A     | Capitol Street                                      |                                                           |
| Hinds                   | Jackson      | 2,50  | 4,00  | 2B     | Clinton Boulevard                                   |                                                           |
| Hinds                   | Jackson      | 3,40  | 5,50  | 3      | Industrial Drive                                    |                                                           |
| Hinds                   | Jackson      | 5,00  | 8,00  | 5A     | Medgar Evers Boulevard                              |                                                           |
| Hinds                   | Jackson      | 5,00  | 8,00  | 5B     | US 49 nord – Flora, Yazoo City                      | Terminus nord du multiplex avec US 49                     |
| Hinds                   | Jackson      | 8,20  | 13,20 | 8      | Watkins Drive                                       |                                                           |
| Hinds                   | Jackson      | 9,10  | 14,60 | 9      | Hanging Moss Road / Highland Colony Parkway         |                                                           |
| Madison                 | Ridgeland    | 11,40 | 18,30 | —      | I-55 – Memphis, Grenada, Jackson                    | Sortie 104 de l'I-55; terminus nord                       |
| - Terminus de multiplex |              |       |       |        |                                                     |                                                           |